# Męczennicy z Gorkum
Męczennicy z Gorkum – grupa dziewiętnastu katolickich męczenników, którzy zostali zamordowani 9 lipca 1572 roku, ze względu na swe przywiązanie do papiestwa i wiarę w obecność Chrystusa pod Postaciami Eucharystycznymi w holenderskim mieście Gorkum.

## Geneza męczeństwa
W 1572 roku w wyniku działalności Marcina Lutra i Jana Kalwina spora część Europy znalazła się poza wpływami Kościoła katolickiego. Ikonoklazm protestancki ogarnął siedemnaście prowincji Niderlandów i zaraz po nim nastąpiła walka pomiędzy luteranami i kalwinami, którą wygrali ci ostatni. Rok wcześniej naśladowcy Jana Kalwina odbyli swój pierwszy synod w Embden. 1 kwietnia 1572 gezowie, występujący przeciwko hiszpańskim Habsburgom, których wojska okupowały Niderlandy, zdobyli Brielle, Vlissingen i inne miasta.
W czerwcu gezowie przejęli Dordrecht i Gorkum. Kalwiniści najpierw uwięzili mieszkających w Gorkum franciszkanów: gwardiana Mikołaja Picka, wikarego domu Hieronima z Weert, Teodoryka Endem z Amersfoort, Nikazjusza Jonsona z Heeze, Willada z Danii, Gotfryda z Melveren, Antoniego z Weert, Antoniego z Hoornaert i Franciszka Roye z Brukseli. Do kapłanów dołączyli bracia laicy: Piotr z Asche i Korneliusz Wijk z Dorestat. Uwięziono również księży diecezjalnych z Gorkum: Leonarda Vechela z Hertogenbosch i jego wikarego Mikołaja Janssena, nazywanego Poppelem. Janssen pochodził z Welden w Belgii. Po nich uwięziono Godfryda van Duynsen – kapłana, który duszpasterzował w swym rodzinnym mieście oraz Jana Lenartza, kanonika regularnego św. Augustyna, ojca duchownego kanoniczek z Gorkum.
Gdy wymienionych torturowano, zmuszając ich do odstąpienia od wiary, kalwiniści pojmali i uwięzili jeszcze dominikanina Jana z Kolonii, pobliskiego proboszcza, który, gdy usłyszał o uwięzieniu franciszkanów, chciał udzielić im sakramentów. Do aresztu trafili także norbertanie Jakub La Coupe i Adrian Jansen oraz ksiądz Andrzej Wouters z Heynoord.

## Śmierć męczenników z Gorkum
Po torturach w więzieniu w Gorkum męczennicy zostali przeniesieni do Brielle. Po drodze pokazywano ich ciekawskim, którzy stali przy trakcie, pobierając opłatę pieniężną. W Brielle urządzono przesłuchanie. Próbowano wymusić na więźniach odstępstwo od wiary w prawdziwą obecność Chrystusa w Eucharystii i prymat papieża w Kościele. Wstawiali się za nimi mieszkańcy Gorkum. Proszono o interwencję księcia Wilhelma Orańskiego, który nakazał uwolnienie księży i zakonników. Pomimo tego Willem II van der Marck, przywódca gezów, kazał wszystkich powiesić. Mordu dokonano 9 lipca. Według relacji naocznych świadków: „Egzekucja została przez oprawców przeprowadzona bardzo niedbale. Nie zatroszczyli się o to, aby sznury dobrze zaciskały gardła skazańców i by w ten sposób szybko skonali (...). Przeprowadzenie egzekucji trwało około dwóch godzin. Rozpoczęło się około godziny drugiej w nocy, a zakończyło się około godziny czwartej”. Zbrodnia miała miejsce w spichlerzu przy klasztorze św. Elżbiety, byłej siedzibie augustianów. Ciała zabitych zostały przez gezów poćwiartowane. W nocy z 10 na 11 lipca wrzucono je do dwóch wykopanych dołów i zasypano.

## Kult publiczny
Ekshumacja miała miejsce w 1615. Ciała 19 męczenników z Gorkum przeniesiono do kościoła franciszkańskiego w Brukseli. Do kultu publicznego wystawiono je 22 czerwca 1616.
Grupa męczenników z Gorkum została beatyfikowana przez papieża Klemensa X w Rzymie 24 listopada 1675. Kanonizacji dokonał Pius IX 29 czerwca 1867. Liturgiczne wspomnienie obchodzone jest w Kościele katolickim 9 lipca.

## Święci męczennicy

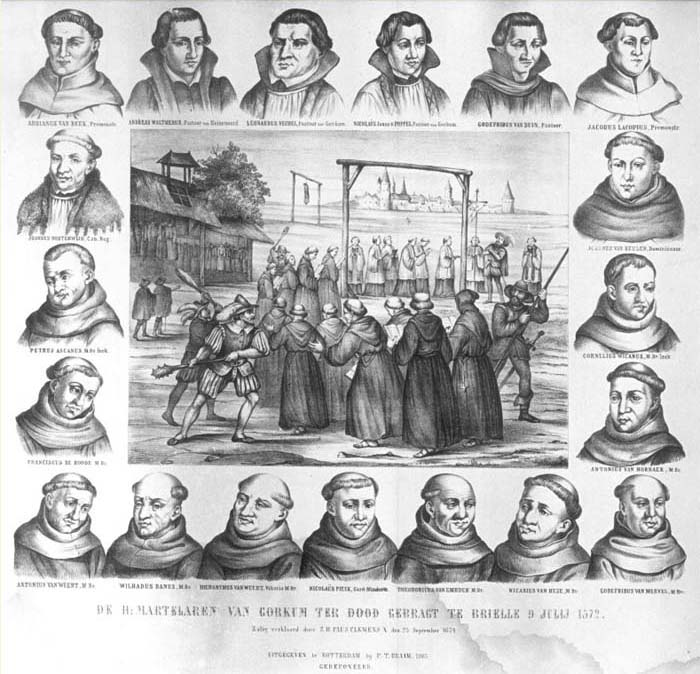

W sumie kalwiniści pojmali i zabili: 11 franciszkanów, 1 dominikanina, 1 augustianina, 2 norbertanów i 4 księży diecezjalnych.
Franciszkanie
- Antoni z Hoornaert (ur. ?), kapłan
- Antoni z Weert (ur. 1523), kapłan
- Franciszek Roye (ur. 1522), kapłan
- Gotfryd z Melveren (ur. 1512), kapłan
- Hieronim z Weert (ur. 1522), kapłan, proboszcz w Goirle
- Korneliusz Wijk (ur. 1548), brat zakonny
- Mikołaj Pick (ur. 1534), kapłan, gwardian w Gorkum
- Nikazjusz Jonson (ur. 1522), kapłan, teolog
- Piotr z Asche (ur. 1530), brat zakonny
- Teodoryk Endem (ur. ok. 1499/1502), kapłan, kapelan sióstr
- Willad z Danii (ur. 1482), kapłan

Dominikanin
- Jan z Kolonii (ur. ?), kapłan, proboszcz w Hoornaar

Kanonik regularny św. Augustyna
- Jan Lenartz (ur. 1504), kapłan

Norbertanie
- Adrian Jansen (ur. 1528), kapłan, proboszcz w Monster
- Jakub La Coupe (ur. 1541), kapłan, wikary w Monster

Kapłani diecezjalni
- Leonard Vechel (ur. 1527), kapłan, proboszcz w Gorkum
- Mikołaj Janssen (ur. 1532), kapłan, kapelan w Gorkum
- Godfryd van Duynsen (ur. 1502), kapłan
- Andrzej Wouters (ur. 1542), kapłan, proboszcz w Heinenoord